# Chouette mouchetée
Strix virgata
Espèce
Synonymes
- Syrnium virgatum Cassin, 1849
(protonyme)
- Ciccaba virgata (Cassin, 1849)

Statut de conservation UICN

 LC  : Préoccupation mineure
Statut CITES
La Chouette mouchetée (Strix virgata) est une espèce d'oiseaux de la famille des Strigidae.

## Répartition

Aire de répartition de la chouette mouchetée.

Cette espèce vit du Mexique jusqu'au Brésil.

## Sous-espèces
D'après la classification de référence du Congrès ornithologique international (version 14.1, 2024), la Chouette mouchetée possède 7 sous-espèces (ordre phylogénique) :
- Strix virgata squamulata (Bonaparte, 1850) ;
- Strix virgata tamaulipensis Phillips, JC, 1911 ;
- Strix virgata centralis (Griscom, 1929) ;
- Strix virgata virgata (Cassin, 1849) ;
- Strix virgata macconnelli (Chubb, C, 1916) ;
- Strix virgata superciliaris (Pelzeln, 1863) ;
- Strix virgata borelliana (Bertoni, AW, 1901).